# Самтависи (село)
Самтависи (груз. სამთავისი) — село в Грузии, на территории Каспского муниципалитета края (мхаре) Шида-Картли.

## География
Село находится в центральной части Грузии, на левом берегу реки Лехуры, на расстоянии приблизительно 5 километров (по прямой) к северу от города Каспи, административного центра муниципалитета. Абсолютная высота — 691 метр над уровнем моря.

## Население
По результатам официальной переписи населения 2014 года, в Самтависи проживало 532 человека (267 мужчин и 265 женщин). В национальной структуре населения грузины составляли 88,5 %, осетины — 10,9 %, русские — 0,4 %.
| Год  | Население, человек |
| ---- | ------------------ |
| 2002 | 677                |
| 2014 | ↘ 532              |

## Достопримечательности
В селе расположен одноимённый православный храм, построенный в XI веке.